# デュロモイ

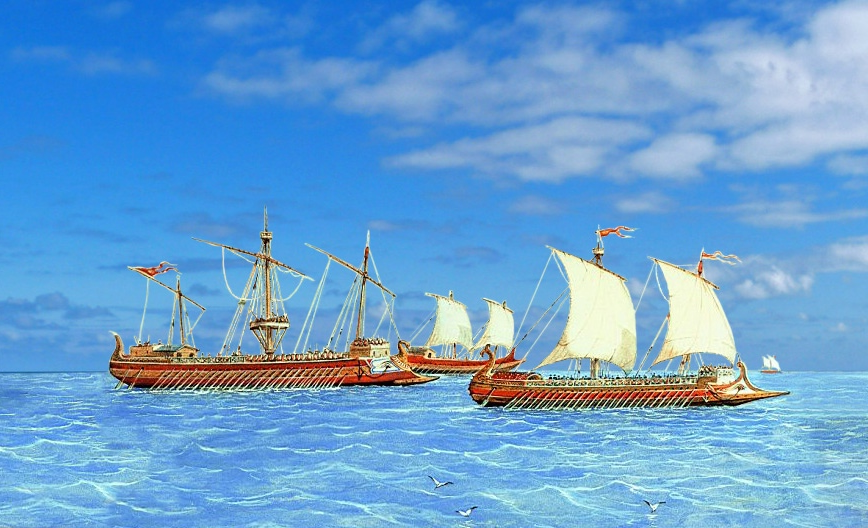
各種デュロモイの想像図（マドリード海軍博物館、ラファエル・モネロンによる絵画）

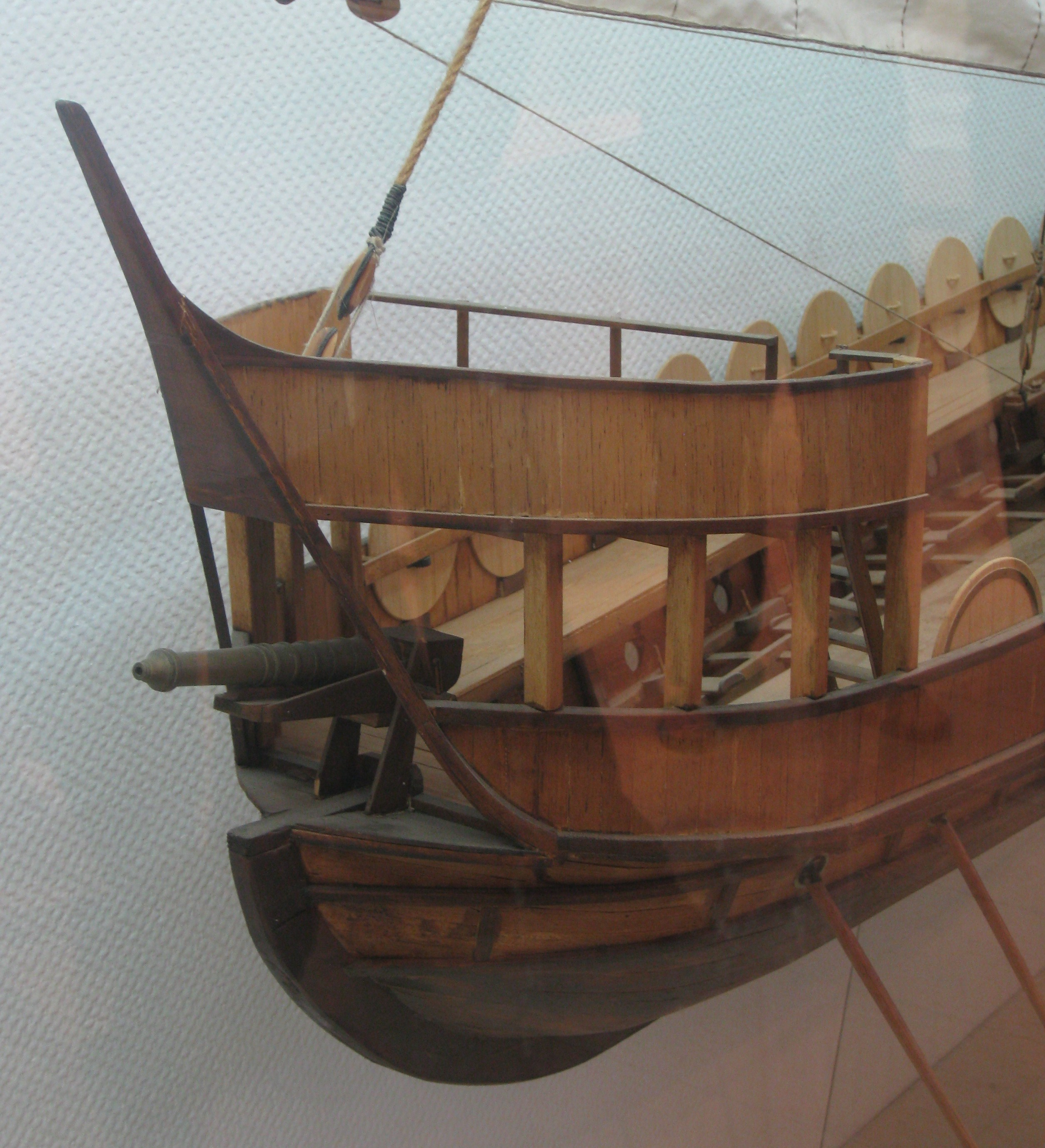
ハイファの海洋博物館に展示されている、デュロモイの模型の船首部

デュロモイは、ドロモーン（ギリシア語: Δρόμωνまたは、Δρόμωνας）とも呼ばれる東ローマ帝国で用いられた軍艦の一種。「ドロモーン」は「走る」と言う意味のギリシャ語「ドロモス」に由来し、その名の通りの高速性能と方向転換の機敏な優れた機動性を持っていた。
長さは約40メートル、幅約5.5メートル、喫水1.5メートル、上下にそれぞれ50名の漕ぎ手を乗せた二段櫂帆船。船首と中央部に木造の塔を備え「ギリシャの火」と呼ばれる水をかけても消えない炎を発する火炎放射器を装備していた。また、弩砲も装備されており、そこから火矢やギリシャ火薬を用いた火炎弾を発射できた。この船によって守られたコンスタンティノープルを海から攻略することは非常に困難であった。